# هيرنان بوربانو
هيرنان بوربانو (بالإسبانية: Hernán Darío Burbano)‏ هو لاعب كرة قدم كولومبي في مركز نصف الجناح، ولد في 5 مارس 1988 في سانتاندير دي كيليجاو في كولومبيا. لعب مع تيغريس أونال وديبورتيفو باستو وديبورتيفو كالي وكلوب ليون.

## وصلات خارجية
- هيرنان بوربانو على موقع قاعدة بيانات كرة القدم.إي يو (الإنجليزية)
- هيرنان بوربانو على موقع Soccerway.com (الإنجليزية)
- هيرنان بوربانو على موقع AS.com (الإسبانية)